# Otto Mächtlinger
Otto Karl Franz Xaver Mächtlinger (* 24. April 1921 in Reichenberg, Tschechoslowakei; † 29. Dezember 1985 in Zürich, Schweiz) war ein deutscher Schauspieler.

## Leben
Seine Eltern waren Deutsche und seine Mutter verstarb sehr früh, wodurch er eine enge Bindung zu seiner Schwester Susanne entwickelte. 1937 trat Otto Mächtlinger in die Seemannsschule Hamburg-Finkenwerder ein und wurde nach dem Ausbruch des Zweiten Weltkrieges im Jahr 1940 zur Kriegsmarine eingezogen. Als Folge seiner Kriegseindrücke wurde Mächtlinger nach Kriegsende zum engagierten Kriegsgegner, später zum Kommunisten. Nach dem Krieg schlug er sich als Gelegenheitsarbeiter durch und nahm Gesangsstunden. Eine Ausbildung zum Schauspieler erhielt er nie.
Später heiratete er Edith Müller, mit der er zwei Kinder hatte. Die Ehe wurde aber geschieden. Es folgte eine zweite Heirat mit Antoinette Siegrist. Nach seiner Rückkehr in die Schweiz 1978 war Mächtlinger freischaffend tätig und wohnte in Dottikon. Am 29. Dezember 1985 verstarb Otto Mächtlinger an einer Krebserkrankung, nachdem er am Abend zuvor noch im Theater am Neumarkt als Dädalus auf der Bühne gestanden hatte.
Mächtlinger hatte Auftritte und Lesungen bei der Schweizerischen Friedensbewegung, Sozialistischen Einheitspartei Westberlin und Partei der Arbeit Zürich.

## Theater
- 1947–1956: Wanderbühne „Coburger Kulturkreis“ (später umbenannt in „Fränkisches Theater“)
- 1956–1957: Residenztheater München (Leitung: Fritz Kortner)
- 1957–1970: Schauspielhaus Zürich, unter anderen in John Osborne: Blick zurück im Zorn; Bertolt Brecht: Mutter Courage (mit Therese Giehse), Der kaukasische Kreidekreis und Turandot (Regie: Benno Besson); Friedrich Dürrenmatt: Romulus der Grosse und Frank V; Max Frisch: Biedermann und die Brandstifter und Andorra
- 1965/66: Gastspiel an der Freien Volksbühne Berlin (Leitung: Erwin Piscator). Peter Weiss: Die Ermittlung
- 1970–1978: Nach dem Schauspielhaus-Skandal um die Entlassung von Intendant Löffler 1970 schloss Mächtlinger sich der Truppe um Peter Stein an und wechselte an die Schaubühne am Halleschen Ufer Westberlin. Die Saison begann mit der Aufführung von Brechts Die Mutter mit Therese Giehse in der Hauptrolle.
- 1985: Theater am Neumarkt Zürich: Dario Fo – Dädalus und Ikarus

## Film (Darsteller)
- 1957: Rübezahl – Herr der Berge
- 1964: Der Gefangene der Botschaft
- 1964: Andorra
- 1968/1969: In dieser Hölle
- 1968: Bedienung inbegriffen
- 1969: Das Rätsel von Piskov
- 1970: Recht oder Unrecht – Gerechtigkeit für Dettlinger
- 1972: Die Wollands
- 1975: Familienglück
- 1976: Sommergäste
- 1976: Das unwirkliche Ende des Siegfried Braun. Eine Detektiv-Geschichte in Rauschen des Korns
- 1979: Das gefrorene Herz
- 1980/1981: Das Boot ist voll
- 1981/1982: Doktor Faustus
- 1981: Das Haus im Park
- 1981: Auf Schusters Rappen
- 1982: Der Besuch der alten Dame
- 1983: Heinrich Heine – Die zweite Vertreibung aus dem Paradies
- 1985/1986: Der schwarze Tanner
- 1986: Lenz oder die Freiheit